# کوارتو دآلتینو
کوارتو دآلتینو (به ایتالیایی: Quarto d'Altino) یک کومونه در ایتالیا است که در استان ونیز واقع شده‌است. کوارتو دآلتینو ۲۸٫۱۶ کیلومتر مربع مساحت و ۷٬۹۹۳ نفر جمعیت دارد و ۴ متر بالاتر از سطح دریا واقع شده‌است.